# Elymnias lutescens
Elymnias lutescens är en fjärilsart som beskrevs av Butler 1867. Elymnias lutescens ingår i släktet Elymnias och familjen praktfjärilar. Inga underarter finns listade i Catalogue of Life.